# Columnella tecta
Columnella tecta is een mosdiertjessoort uit de familie van de Farciminariidae. De wetenschappelijke naam van de soort is voor het eerst geldig gepubliceerd in 1932 door Hasenbank.